# Pikrit

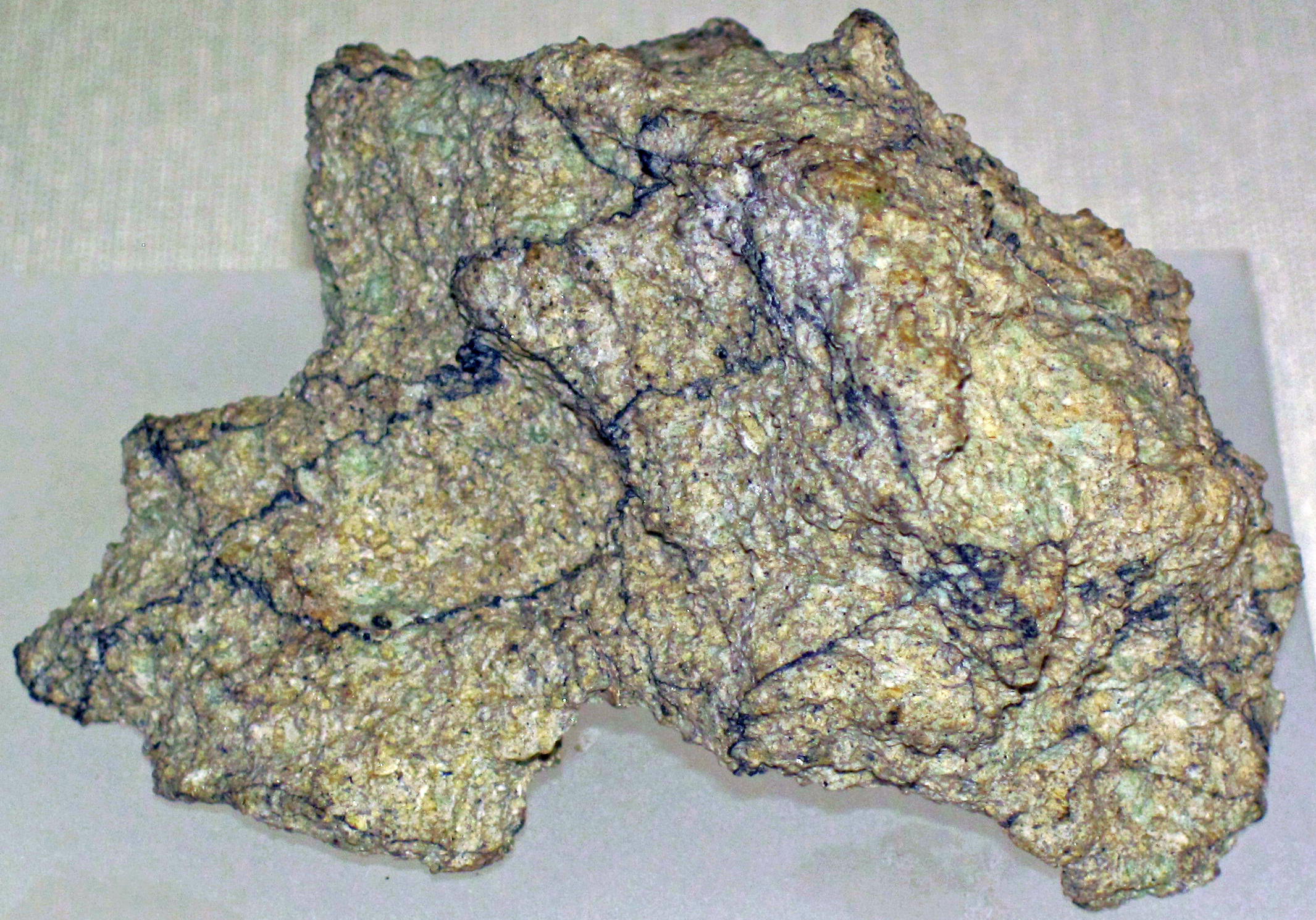

Pikrit je hybabysální ultramafická hornina, která je charakteristická obsahem feromagnéziových minerálů přesahujících 90 % a to převážně olivínu. Při makroskopickém pohledu má hornina většinou černou, černozelenou až zelenočernou barvu. Vlivem nedostatku času při krystalizaci má pikrit jemně zrnitou strukturu, textura je masivní, mandlovcovitá.
Pikrit se vyskytuje často v asociaci s dalšími horninami jako jsou diabasy a nebo těšinity. Často se jedná o součást ofiolitových komplexů. Jedná se často o žilná tělesa, kde mohou vznikat jak pravé tak i ložní žíly. V případě, že je olivín vyloučen v hornině v podobě porfyrů, často se hovoří o pikritovém porfyru.
Vyjma olivínu (50-65 %) pikrity často obsahují různé zastoupení pyroxenů a to převážně augitu (okolo 10 až 15 %), amfiboly (od 0-12 %) a v některých vzácných případech i biotit (0-6 %).

## Výskyt
Pikrity se na území Česka vyskytují v oblasti Podbeskydí v okolí Staříče, Nového Jičína atd. Dále byly objeveny v oblastech Barrandienu.